# Дворец Михаила Михайловича
Дворец Михаила Михайловича (также известный как Малый Михайловский или Мало-Михайловский) — дворец в центре Санкт-Петербурга, памятник архитектуры. Построен по проекту Максимилиана Месмахера. Называется дворцом, хотя использован по назначению так и не был, поскольку великий князь Михаил Михайлович был выслан из России после женитьбы на Софии Меренберг.
В настоящее время ведутся интенсивные восстановительные работы. Имеются сведения, что во дворце планируется создать пятизвёздочный отель. В феврале 2011 года дворец был продан государством по стартовой цене в 520 млн руб. структурам, связанным с текущим арендатором здания (компанией «Ромтрейд»).

## История
Земля, занимаемая сейчас дворцом, долгое оставалась во владении Адмиралтейской верфи. Однако в 1870-х годах, в результате перевода производства из центра города, участок освободился под скорую застройку. Вскоре вся земля была распродана. Одним из покупателей был внук Николая Первого, великий князь Михаил Михайлович. Он приобрёл участок в 1884 году. Став совершеннолетним, князь заказал известному зодчему Месмахеру на этом месте дворец. По преданию, среди сказанного архитектору были слова: «Нам же нужно где-то жить».
Строительство закончилось в 1885 году, хотя некоторые работы продолжались до 1891 года, а отделка помещений затянулась до 1900 года. Такая продолжительность работ не вызывает удивления, если учесть, что многие технологии, используемые в возведении были новаторскими для того времени. Помимо того, здание было оснащено водопроводом, канализацией, к строению были подведены телефон, газ и электричество. Даже площадка перед входом была асфальтирована.
Дворец назвали по имени владельца — Михайловским, однако, чтобы отличать его от Михайловского и Ново-Михайловского, приняли решение назвать его Мало-Михайловским. В действительности оснований именовать дворец именно таким образом мало, так как великий князь и дня не прожил в своей резиденции. Причиной стала высылка Михаила из России из-за его женитьбы на внучке Пушкина графине Софье Николаевне Меренберг.
После отъезда хозяина в 1893 году дворец сдают в аренду на 10 лет Управлению юго-западных железных дорог. Восемь лет спустя, в 1904 году Михаил Михайлович, по просьбе своего брата Александра Михайловича, окончательно передал здание в пользование Главному управлению торгового мореплавания и портов. Но организацию вскоре упразднили, и в дворец переехало Министерство торговли и промышленности.
В сентябре 1910 года германское посольство изъявило желание приобрести особняк. Сделка не состоялась в соображениях безопасности от агентурной деятельности, так как неподалёку располагалось Русское адмиралтейство. Бесхозно дворец простоял всю зиму, пока в марте 1911 года страховое акционерное общество «Русский Ллойд» не купило здание. В связи с этим архитектор П. К. Бергштрессер в значительной степени перестроил резиденцию в соответствии с нуждами компании.
С приходом Советской власти общество национализировали, а его штаб-квартиру в феврале 1918 года перевели на баланс комиссариата городского хозяйства.
В феврале 2011 года дворец был продан Фондом имущества Санкт-Петербурга ООО «Дворец великого князя Михаила Михайловича Романова», которое купило объект практически по стартовой цене — 520 млн рублей. Спустя год новый владелец вновь выставил дворец на торги. Его цена определена в 1,3 млрд рублей, что более чем в два раза превышает сумму, которую за дворец выручили городские власти.

## Интерьеры
Дворец отличался богатой отделкой и грамотной планировкой. Помещения отделывались воспитанниками Училища технического рисования барона А. Л. Штиглица под руководством главы этого училища и архитектора всей резиденции — М. Е. Месмахера. За эту работу архитектор был награждён орденом Анны 2-й степени.
Со стороны Адмиралтейской набережной на первом этаже расположились парадная лестница, вестибюль, большая и малая приёмные. Впоследствии вестибюль расширили за счёт Большой приёмной. На северо-востоке был оборудован кабинет.
Второй этаж был поделён на две части: одна для хозяина, вторая для хозяйки. Наверх, а точнее на половину хозяина вела так называемая Собственная лестница. К ней были обращены двери в гардеробную, спальню и ванную супруга. Попасть на женскую часть этажа можно было только через библиотеку.

## Архитектурные особенности
Дворец выполнен в стиле неоренессанс. Фасад облицован серым и темно-розовым песчаником. Первый этаж рустован, второй украшен парными полуколоннами, третий — пилястрами. Широкие арочные окна прорезают фасад. Угол дворца опоясан балконом на уровне бельэтажа. Здание завершено карнизом с балюстрадой.